# Romana Tabáková
Romana Tabáková, dříve Romana Tabák, (* 7. května 1991 Bratislava) je slovenská politička a tenistka, v letech 2020 až 2023 poslankyně Národní rady Slovenské republiky, v letech 2024 až 2025 poradkyně ministra cestovního ruchu a sportu Slovenské republiky.

## Životopis
Narodila se v květnu 1991 v Bratislavě. Má bakalářský titul. V roce 2007 se chtěla zúčastnit slovenské soutěže v modellingu, ale její rodiče jí účast zakázali.

### Tenisová kariéra
V roce 2003 se umístila na třetím místě v žebříčku nejlepších slovenských tenistek do 12 let. V roce 2004 získala ve sportu titul na domácím turnaji juniorů. Během roku 2005 získala celkem pět dalších titulů na domácích turnajích a umístila se na celkovém devátém místě mezi slovenskými juniorními tenistkami do 14 let. V roce 2006 se poté jako patnáctiletá umístila na 13. místě v žebříčku slovenských tenistek do 18 let. O rok později se umístila již na čtvrtém místě. Téhož roku debutovala na juniorském Wimbledonu a v květnu 2007 se stala jednou ze 100 nejlepších tenistek světa ve své kategorii. Téhož roku se účastnila také Mistrovství Evropy juniorů do 16 let. V roce 2008 skončila v tomto žebříčku na prvním místě. Vedle toho se v březnu téhož roku umístila na 36. místě žebříčku ITF juniorů, což byl v juniorské skupině její rekord.
V roce 2009 držela 678. pozici v žebříčku WTA ve dvojhře a 349. pozici ve čtyřhře. V roce 2011 se v těchto žebříčcích poté umístila na 255., respektive 436. místě. Za svou kariéru získala řadu titulů na různých turnajích na Slovensku i ve světě. Téhož roku byla oceněna jako nejlepší hráčka ITF za listopad 2011.
V únoru 2012 figurovala na 240. místě žebříčku ITF, což bylo nejvyšší umístění, jakého v kariéře dosáhla.

### Politické působení
V slovenských parlamentních volbách v roce 2020 kandidovala do NR SR ze 44. místa kandidátní listiny OĽANO. Díky úspěchu hnutí, které nečekaně získalo přes 25 % hlasů, ačkoliv průzkumy zveřejněné ještě na začátku roku mu přisuzovaly zisk pouhých 9 % hlasů a maximálně 25 mandátů, se tak stala poslankyní. Během jara 2022 pomáhala Tabáková ukrajinským uprchlíkům přijíždějícím na nádraží Bratislava hlavná stanica v důsledku ruské invaze na Ukrajinu.
V červenci 2022 uvedl předseda hnutí SME RODINA Boris Kollár, že se Tabák stala jeho členkou. Tabáková však uvedla, že neví o tom, že by do hnutí vstoupila. V srpnu 2022 se skutečně stala členkou hnutí SME RODINA, za které poté neúspěšně kandidovala na funkci poslankyně Starého Mesta. V březnu 2023 nicméně z poslaneckého klubu hnutí kvůli rozporům odešla (na rozdíl od zbytku poslaneckého klubu hnutí odmítla podpořit odeslání slovenské vojenské techniky na Ukrajinu). V roce 2023 se Tabáková stala členkou SNS, ale v parlamentních volbách v roce 2023 nekandidovala. Objevila se však na billboardech strany v rámci předvolební kampaně. V roce 2024 začala pracovat na nově zřízeném ministerstvu cestovního ruchu a sportu vedeném Dušanem Keketim, v roce 2025 ji však propustil nově jmenovaný ministr za NEKA Rudolf Huliak. V evropských volbách v roce 2024 kandidovala z 5. místa kandidátní listiny SNS do Evropského parlamentu, ale nebyla zvolena, protože strana nepřekročila 5% hranici nutnou pro zisk mandátu poslance Evropského parlamentu.
V červenci 2025 se stala asistentkou poslance Dušana Muňka, který přešel do poslaneckého klubu SNS, čímž zabránil zániku klubu pro nedostatečný počet členů.

### Kontroverze
V červenci 2020 po přihlášení do rozpravy ve slovenském parlamentu, kde se řešilo odvolávání tehdejšího premiéra Igora Matoviče, přednesla krátký projev ve znění: „bla, bla, bla.“ V červenci 2021 zveřejnila na svém profilu na sociální síti Facebook fotografii, ze které je patrné, že se koupe ve Studeném potoku v Tatranském národním parku. Za tento přestupek poté zaplatila pokutu ve výši 500 eur.
V únoru 2022 se ptala svých sledujících na sociální síti Instagram na to, zda by měla hlasovat pro či proti dohodě o slovensko-americké obranné dohodě; nakonec hlasovala v rozporu s většinou poslanců hnutí OĽANO proti. Téhož měsíce zveřejnila fotografii s ruským velvyslancem na Slovensku Igorem Bratčikovem. V květnu 2022 nehlasovala pro vydání Roberta Fica k trestnímu stíhání, za což byla vyloučena z poslaneckého klubu hnutí OĽANO. V září 2022 na ni podala trestní oznámení poslankyně SaS Jana Bittó Cigániková, kterou měla Tabáková podle vyjádření Cigánikové fyzicky napadnout. V říjnu 2022 podala naopak Tabák trestní oznámení na Cigánikovou. V červnu 2023 byla Tabákové udělena pokuta ve výši 30 euro.
V dubnu 2024 se Tabáková zúčastnila rozhovoru s neonacistou Danielem Bombicem. V červnu 2024 uvedla, že jí nemrzí, že nezískala mandát poslankyně Evropského parlamentu. Na sociálních sítích totiž sdílela příběh manžela slovenské europoslankyně Jany Žitňanské (Demokrati), který zemřel poté, co jej přímo v Bruselu srazilo auto. V březnu 2025 narušila divadelní představení činohry Slovenského národního divadla. V květnu 2025 šířila Tabák dezinformace o hromadných únosech dětí na Slovensku.